# Egidio Lorenzi
Egidio Lorenzi (Sesto San Giovanni, 21 aprile 1926 – ...) è stato un calciatore italiano, di ruolo difensore.

## Carriera
Esordisce in Serie B nella stagione 1945-1946 con la maglia della Pro Sesto, squadra della sua città natale, con cui disputa 3 partite in seconda serie. Viene riconfermato per la stagione 1946-1947, nella quale gioca stabilmente da titolare collezionando 40 presenze nella serie cadetta. Nella stagione 1947-1948 gioca nuovamente in Serie B con la Pro Sesto, scendendo in campo in altre 16 occasioni.
A fine anno passa al Lecco, con cui nella stagione 1948-1949 gioca in Promozione; milita nella squadra lombarda anche nella stagione 1950-1951, questa volta in Serie C.
Nella stagione 1951-1952 segna un gol in 20 presenze in Promozione con l'Acireale, che a fine anno viene promosso in IV Serie, categoria in cui Lorenzi nella stagione 1952-1953 segna 2 reti in 24 presenze, sempre con la squadra siciliana, che a fine anno retrocede nuovamente in Promozione.
In carriera ha giocato complessivamente 59 partite in Serie B.